# James Humphrey (zapaśnik)
James "Jim" Humphrey – amerykański zapaśnik walczący w stylu wolnym.
Srebrny medalista mistrzostw świata w 1977; czwarty w 1975 i odpadł w eliminacjach w 1974 i 1978. Brązowy medalista igrzysk panamerykańskich w 1975. Czwarty w Pucharze Świata w 1977 roku.
Zawodnik Ohio State University, trener reprezentacji Kanady na igrzyskach w Los Angeles 1984 i USA w Seulu 1988.
Jego syn, Reece Humphrey był również zapaśnikiem.